# Sutom

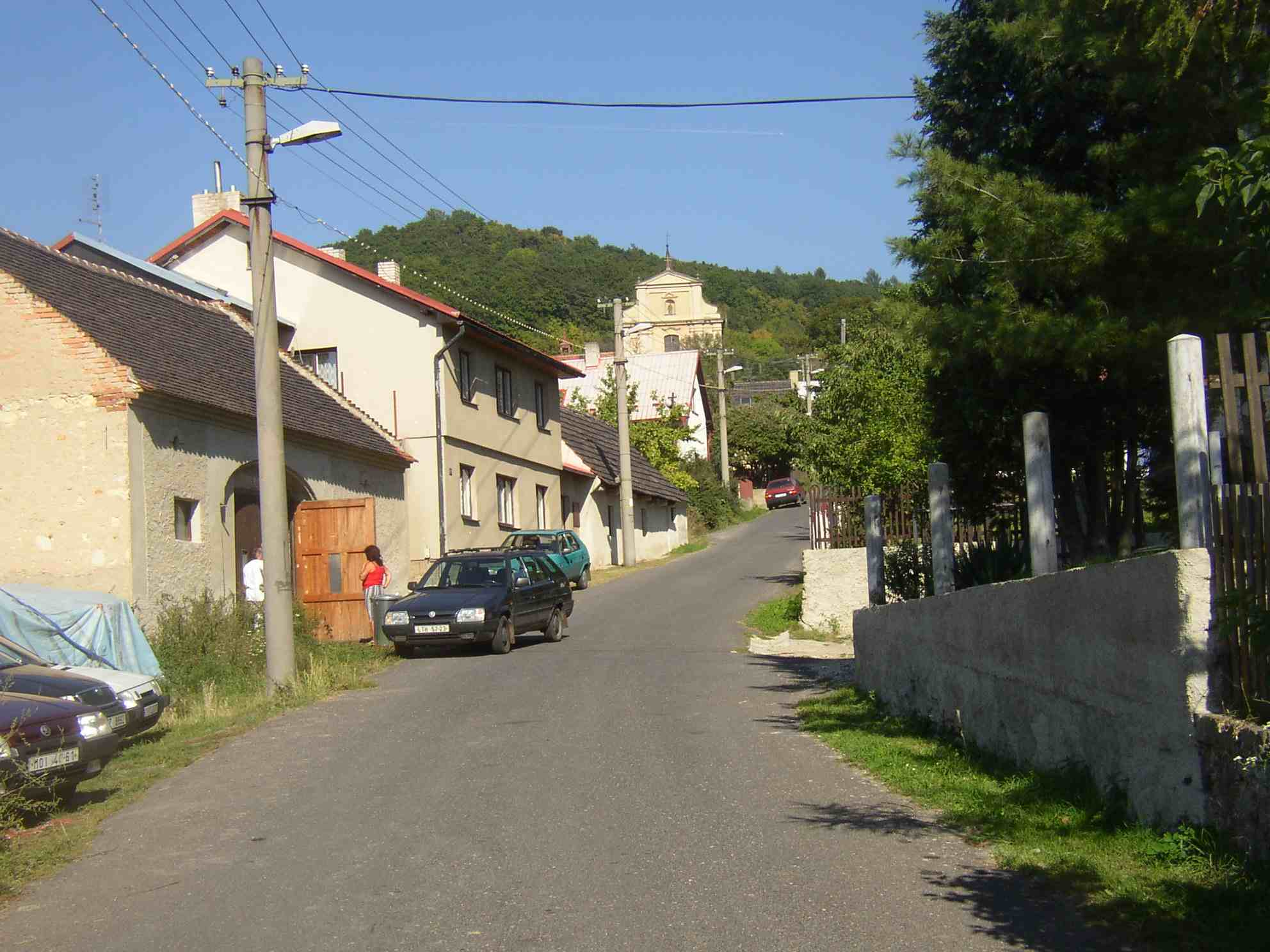
Sutom (2005)

Sutom (deutsch Suttom) ist einer der neun Ortsteile von Třebenice (Trebnitz) in Tschechien. Es zählt 34 Häuser und 45 Einwohner (2001).

## Geographie
Sutom liegt sechs Kilometer westlich von Lovosice und drei Kilometer nordwestlich von Třebenice. Es liegt am Westhang des Sutomský vrch (Suttomer Berg, 505 m) und oberhalb des Holý vrch (Kahler Berg, 446 m). 

## Geschichte
Das Dorf wurde 1276 erstmals urkundlich erwähnt. Wichtigste Sehenswürdigkeit von Sutom ist die von Weitem sichtbare Kirche Peter und Paul am oberen Ende des Dorfes, sie wurde zuerst im 14. Jahrhundert erwähnt. Das barocke Erscheinungsbild der Kirche entstand von 1716 bis 1724. Die Erneuerung wird dem Architekten Octavio Broggio zugeschrieben. Die Kirche hat einen hölzernen Glockenturm aus dem 18. Jahrhundert, welcher im 19. Jahrhundert umgebaut wurde.